# Gilberto Alfredo Vizcarra Mori
Gilberto Alfredo Vizcarra Mori SJ (ur. 11 lutego 1960 w Limie) – peruwiański duchowny rzymskokatolicki, w latach 2014–2025 wikariusz apostolski Jaén, arcybiskup metropolita Trujillo od 2025.

## Życiorys
Święcenia kapłańskie przyjął 31 lipca 1994 w zakonie jezuitów. Przez wiele lat pracował jako misjonarz na terenie Czadu. W latach 2013–2014 był też ojcem duchownym w kolegium zakonnym w Limie.
11 czerwca 2014 papież Franciszek mianował go biskupem tytularnym Autenti oraz wikariuszem apostolskim Jaén en Peru o San Francisco Javier. Sakry biskupiej udzielił mu 15 sierpnia 2014 abp Pedro Barreto.
11 lutego 2025 został mianowany arcybiskupem metropolitą Trujillo, kanonicznie urząd ten objął 22 lutego tego samego roku. Paliusz otrzymał z rąk papieża Leona XIV w dniu 29 czerwca 2025.